# Ufotable
 (juin 2021).
Le contenu est difficilement compréhensible vu les erreurs de traduction, qui sont peut-être dues à l'utilisation d'un logiciel de traduction automatique.
ufotable, Inc. (ユーフォーテーブル有限会社, Yūfōtēburu yūgen gaisha) est un studio d'animation japonais situé à Suginami dans la préfecture de Tokyo, au Japon, fondé en octobre 2000. Il est principalement connu pour ses « animations en pâte à modeler » (claymation) telles que les génériques de fin de Futakoi Alternative, Ninja Nonsense (en), Coyote Ragtime Show (en), Gakuen Utopia Manabi Straight! (en) et Tales of Symphonia ainsi que les avertissements de début de film de chaque Kara no kyōkai.

## Histoire

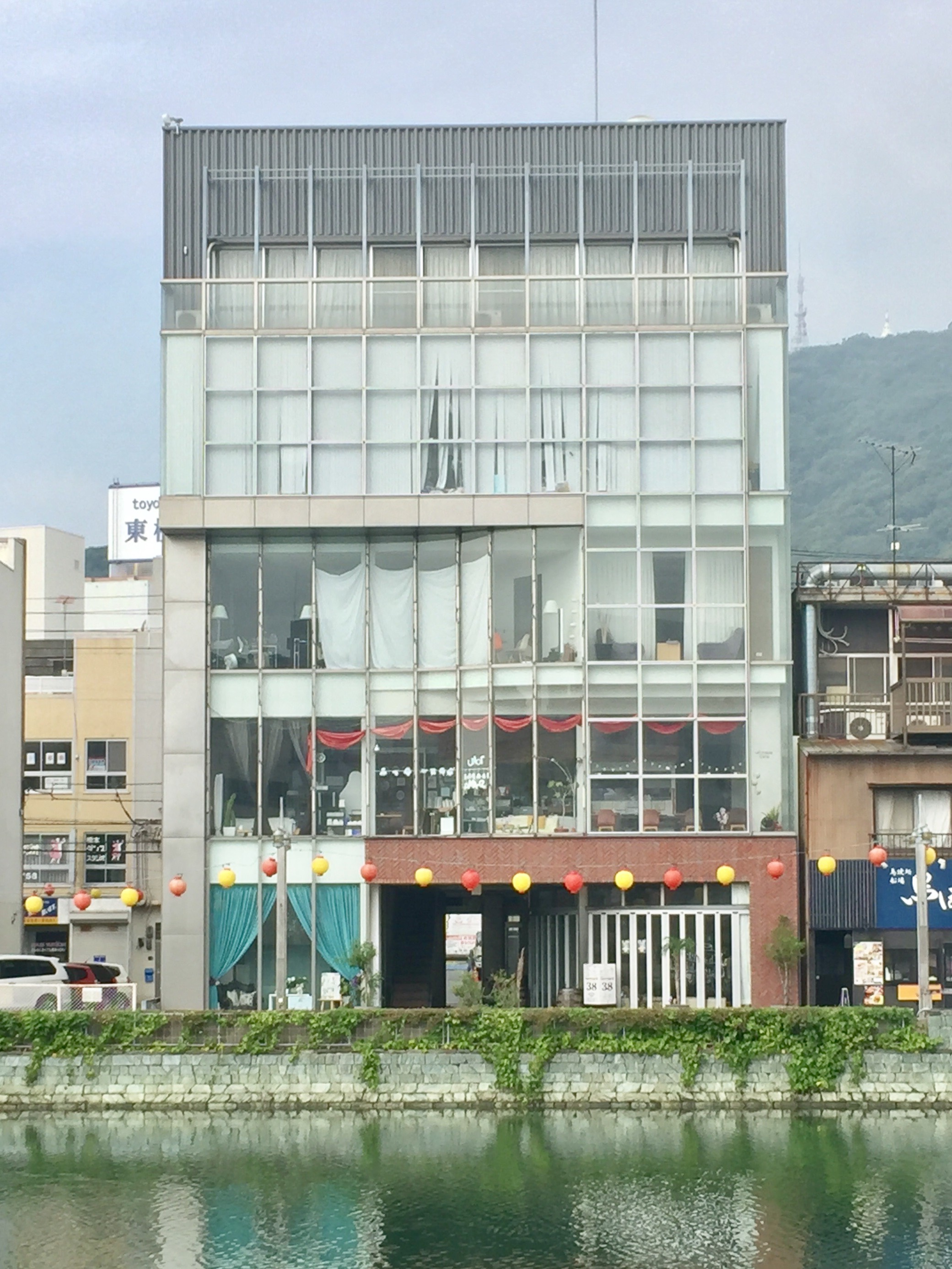
Le à Tokushima où se trouve à la fois le studio de Tokushima et l'ufotable Cafe.

Ufotable, Inc. est créée en 2000 par Hikaru Kondō (ja), qui participait à l'avancement des productions au sein de la nouvelle société Tokyo Movie (devenue TMS Entertainment) et de Telecom Animation Film, et était aussi un producteur de Step Video (ja) (filiale de Sumitomo Corporation).
Vers 1999, dans son désir de « vouloir créer une entreprise à laquelle il veut appartenir à ses 25 ans », Hikaru Kondō a commencé à apporter deux bureaux au sein d'une pièce de 4 tatami et demi d'un ancien appartement dans le nord du quartier d'Ikebukuro où il vivait avec un ami, et a commencé les activités avec Takuya Nonaka (ja), Satoshi Takahashi, Emi Chiba et Jun Shibata (ja). Ils s'enregistrent en tant que société en 2000. Kazuo Ebisawa (ja) a également participé à la création de la société, en entreprenant la production de l'animation d'ouverture du programme de variétés musicales Utaban, qui mène ufotable a commencé des activités à grande échelle en tant que société de production,,.
L'origine du nom de l'entreprise est issue d'un véritable meuble nommé « UFO Table » (UFOテーブル, Yūfō Tēburu, litt. « Table OVNI »). Ce meuble ayant plu à Kondō, il a réussi à l'obtenir auprès d'une personne qui en était le propriétaire en Europe du Nord. Le nom de l'entreprise inclut également le sentiment de « faire savoir aux gens ce qu'ils veulent faire »,. En outre, il y a la mascotte appelée « ufo-kun » (ufoくん), qui apparaît dans le jingle d'ouverture au début des productions cinématographiques du studio. Dans ses premières productions, le studio était crédité en tant que « ufotable zippers » (ユーフォーテーブル ジッパーズ, Yūfōtēburu Jippāzu).
La série télévisée d'animations de 2003, Sumeba Miyako no Cosmos-sō: Suttoko taisen Dokkoida (ja), est leur première série produite officiellement en indépendant. La même année, le studio entame la production de leur projet original Gakuen Utopia Manabi Straight! (en). La série télévisée Futakoi Alternative produite en 2005 a été sélectionnée comme œuvre recommandée par le jury du 9e Japan Media Arts Festival. Parallèlement à cela, le projet conjoint « TYPE-MOON x ufotable project » (TYPE-MOON× ufotable プロジェクト) avec Aniplex et Notes est lancé.
En avril 2009, ufotable ouvre un second studio dans la ville de Tokushima. La raison ayant mené l'ouverture d'un studio dans cette région était parce que Kondō voulait « un environnement différent de Tokyo pour produire des séries et que les gens puissent être formés dans un environnement calme ». Il avait initialement essayé de créer un studio à Okinawa, mais il a abandonné parce que les conditions n'étaient pas réunies pour un studio de production. Après avoir appris que la ville de Tokushima dans la préfecture de Tokushima, dont Kondō en est originaire, mène des campagnes pour attirer des entreprises, ufotable a signé un contrat pour ouvrir un nouveau studio au 3e étage du Former Takahara Building (ja) (devenu le Kokusai East Senba 113 Building (ja)) qui appartient à Takahara Oil, une société de vente de pétrole locale établie de longue date. L'ufotable Cafe est situé au 1er étage du même bâtiment. Après cela, il a été révélé en mai 2011 qu'un cinéma sera relancé par ufotable dans le quartier de Higashishinmachi (ja) à Tokushima ; celui-ci renommé en ufotable Cinema (ja) a ouvert ses portes le 18 mars 2012,.
Le 3 mars 2018, ufotable s'exporte en Corée du Sud avec la création d'une structure pour gérer le « ufotable & Machi★Asobi cafe » ouvert en avril 2018 près de l'Université Hongik.
En mars 2019, ufotable a fait l'objet d'une enquête pour fraude fiscale. En avril 2019, il a été rapporté qu'ufotable devait 400 millions de yens d'impôts et était soupçonné d'avoir détourné des fonds lors d'une vente aux enchères de bienfaisance pour les survivants du séisme de Tohoku en 2011. Aucune charge n'a été retenue contre le fondateur et président de la société, Hikaru Kondō et ufotable, au 15 avril 2019.
En juin 2020, il a été signalé que le parquet de Tokyo a accusé ufotable et Hikaru Kondō pour violation des lois sur l'impôt sur les sociétés et sur l'impôt sur la consommation dû au non-paiement des 139 millions de yens de taxes. Kondō aurait caché environ 30% des recettes de certains des restaurants « ufotable Cafe » à Tokyo et les aurait stockés dans un coffre-fort à son domicile. Les livres comptables pour les années 2015, 2017 et 2018 ont ainsi été modifiés pour indiquer une baisse des revenus, permettant la dissimulation de près de 446 millions de yens. Le montant total des impôts dus par la société serait de 110 millions de yens en impôt sur les sociétés et de 29 millions de yens en impôt sur la consommation. Cet argent aurait utilisé pour financer la société. ufotable et son président, par l'intermédiaire de leur avocat, ont présenté leurs excuses auprès des fans et des personnes impliquées et ont remboursé le montant total qu'ils devaient.

## Production

### Séries télévisées
| Année   | Titre                                                                   | Dates de 1re diffusion | Dates de 1re diffusion | Nb. éps.   | Notes                                                                                            |
| Année   | Titre                                                                   | Début                  | Fin                    | Nb. éps.   | Notes                                                                                            |
| ------- | ----------------------------------------------------------------------- | ---------------------- | ---------------------- | ---------- | ------------------------------------------------------------------------------------------------ |
| 2002    | Weiß Kreuz Glühen                                                       | 28 novembre 2002       | 20 février 2003        | 13         | Suite de Weiß Kreuz ; sous-traitance pour animate Film (ja).                                     |
| 2003    | Sumeba Miyako no Cosmos-sō: Suttoko taisen Dokkoida (ja)                | 5 juillet 2003         | 20 septembre 2003      | 12         | Adaptation de la série de light novel écrite par Tarō Achi et illustrée par Yū Yagami.           |
| 2004    | Ninja Nonsense (en)                                                     | 7 juillet 2004         | 6 septembre 2004       | 12         | Adaptation de la série de manga de Ryōichi Koga.                                                 |
| 2005    | Futakoi Alternative                                                     | 6 avril 2005           | 29 juin 2005           | 13         | Projet original ; coproduction avec feel. et Studio Flag (ja).                                   |
| 2006    | Coyote Ragtime Show (en)                                                | 3 juillet 2006         | 18 septembre 2006      | 12         | Projet original.                                                                                 |
| 2007    | Gakuen Utopia Manabi Straight! (en)                                     | 7 janvier 2007         | 25 mars 2007           | 12         | Projet original.                                                                                 |
| 2011    | Fate/Zero                                                               | 1er octobre 2011       | 30 juin 2012           | 25         | Adaptation de la série de light novel écrite par Gen Urobuchi et illustrée par Takashi Takeuchi. |
| 2013    | The Garden of Sinners                                                   | 6 juillet 2013         | 28 septembre 2013      | 13         | Adaptation télévisée des quatre premiers et du septième films The Garden of Sinners,.            |
| 2014    | Fate/stay night: Unlimited Blade Works                                  | 5 octobre 2014         | 28 juin 2015           | 26         | Basée sur le visual novel de TYPE-MOON ; suite de Fate/Zero.                                     |
| 2015    | God Eater                                                               | 5 juillet 2015         | 27 mars 2016           | 13         | Basé sur un jeu vidéo de Bandai Namco.                                                           |
| 2016    | Tales of Zestiria The X                                                 | 3 juillet 2016         | 26 mars 2017           | 26         | Basé sur un jeu vidéo de Bandai Namco,.                                                          |
| 2017    | Katsugeki/Tōken Ranbu (ja)                                              | 2 juillet 2017         | 24 septembre 2017      | 13         | Basée sur le jeu sur navigateur produit par Nitroplus.                                           |
| 2019    | Demon Slayer: Kimetsu no Yaiba                                          | 6 avril 2019           | 28 septembre 2019      | 26         | Adaptation de la série de manga de Koyoharu Gotōge.                                              |
| 2021    | Demon Slayer: Kimetsu no Yaiba – Le train de l'Infini                   | 10 octobre 2021        | 28 novembre 2021       | 7          | Adaptation TV du film d'animation Demon Slayer: Kimetsu no Yaiba – Le train de l'Infini,.        |
| 2021    | Demon Slayer: Kimetsu no Yaiba – Le quartier des plaisirs               | 5 décembre 2021        | 13 février 2022        | 11         | Suite de Demon Slayer: Kimetsu no Yaiba - Le film : Le train de l'Infini,.                       |
| 2023    | Demon Slayer: Kimetsu no Yaiba - En route pour le village des forgerons | 9 avril 2023           | 18 juin 2023           | 11         | Suite de Demon Slayer: Kimetsu no Yaiba - Le quartier des plaisirs                               |
| À venir | Girls' Work (ja)                                                        | À venir                | À venir                | À annoncer | Projet original ; coproduction avec Type-Moon.                                                   |

### ONA
| Année | Titre                         | Dates de 1re diffusion | Dates de 1re diffusion | Nb. éps. | Notes                                   |
| Année | Titre                         | Début                  | Fin                    | Nb. éps. | Notes                                   |
| ----- | ----------------------------- | ---------------------- | ---------------------- | -------- | --------------------------------------- |
| 2009  | Yawarakame                    | 1er décembre 2009      | 25 mai 2010            | 26       | Projet original.                        |
| 2018  | Today's menu for Emiya family | 25 janvier 2018        | 9 janvier 2019         | 13       | Adaptation de la série de manga de TAa. |

### Films d'animation
| Année   | Titre                                                      | Date de sortie    | Notes |
| ------- | ---------------------------------------------------------- | ----------------- | --- |
| 2007    | The Garden of Sinners: Thanatos                            | 1er décembre 2007 | Adaptation de la série de light novel écrite par Kinoko Nasu et illustrée par Takashi Takeuchi.                                                 |
| 2007    | The Garden of Sinners: Enquête criminelle 1.0              | 29 décembre 2007  | Le deuxième film de la série The Garden of Sinners.                                                                                             |
| 2008    | The Garden of Sinners: Persistante douleur                 | 9 février 2008    | Le troisième film de la série The Garden of Sinners.                                                                                            |
| 2008    | The Garden of Sinners: L'Abîme du temple                   | 24 mai 2008       | Le quatrième film de la série The Garden of Sinners.                                                                                            |
| 2008    | The Garden of Sinners: Spirale contradictoire              | 16 août 2008      | Le cinquième film de la série The Garden of Sinners.                                                                                            |
| 2008    | The Garden of Sinners: Enregistrement de souvenirs oubliés | 20 décembre 2008  | Le sixième film de la série The Garden of Sinners.                                                                                              |
| 2009    | The Garden of Sinners Remix: Gate of Seventh Heaven        | 14 mars 2009      | Une compilation des six premiers films The Garden of Sinners avec de nouvelles scènes inédites.                                                 |
| 2009    | The Garden of Sinners: Enquête criminelle 2.0              | 8 août 2009       | Le septième film de la série The Garden of Sinners.                                                                                             |
| 2010    | The Garden of Sinners Remix: Epilogue                      | 18 décembre 2010  | Épilogue de la série de films The Garden of Sinners d'une trentaine de minutes.                                                                 |
| 2011    | Sakura no ondo (ja)                                        | 29 octobre 2011   | Court-métrage original. |
| 2013    | The Garden of Sinners: Thanatos 3D                         | 13 juillet 2007   | Projection en 3D du premier film The Garden of Sinners.                                                                                         |
| 2013    | The Garden of Sinners: Future Gospel                       | 28 septembre 2013 | Le dernier film de la série The Garden of Sinners.                                                                                              |
| 2013    | The Garden of Sinners: Future Gospel - extra chorus        | 28 septembre 2013 | Épisode bonus accompagnant The Garden of Sinners: Future Gospel.                                                                                |
| 2013    | Majocco shimai no Yoyo to Nene (ja)                        | 25 décembre 2013  | Basée sur le manga d'Hirarin. |
| 2017    | Fate/stay night: Heaven's Feel - I. presage flower         | 14 octobre 2017   | Basée sur la troisième route du visual novel de TYPE-MOON. 1er film.                                                                            |
| 2019    | Fate/stay night: Heaven's Feel - II. lost butterfly        | 12 janvier 2019   | 2e film Fate/stay night: Heaven's Feel. |
| 2019    | Kimetsu no yaiba: Kyōdai no kizuna                         | 29 mars 2019      | Compilation des cinq premiers épisodes de Kimetsu no yaiba.                                                                                     |
| 2020    | Fate/stay night: Heaven's Feel - III. spring song          | 15 août 2020      | 3e film Fate/stay night: Heaven's Feel. |
| 2020    | Demon Slayer: Kimetsu no Yaiba - Le Train de l'Infini      | 16 octobre 2020   | Adaptation cinématographique de l'arc Train de l'Infini, suite de la première saison de la série Demon Slayer: Kimetsu no yaiba,.               |
| 2025    | Demon Slayer : Kimetsu no Yaiba - La Forteresse Infinie    | 18 juillet 2025   | Adaptation cinématographique de l'arc Forteresse de l'Infini (part 1), suite de la quatrième saison de la série Demon Slayer: Kimetsu no yaiba. |
| À venir | Katsugeki/Tōken Ranbu (ja)                                 | À venir           | Nouveau projet de la franchise. |
| À venir | Mahōtsukai no Yoru (en)                                    | À venir           | Basé sur le visual novel de TYPE-MOON. |

### OAV
| Année | Titre                                                        | Date(s) de sortie                  | Notes |
| ----- | ------------------------------------------------------------ | ---------------------------------- | --- |
| 2004  | Aoi umi no Tristia (ja)                                      | 23 avril 2004                      | Production de 2 épisodes basée le visual novel de Kogado Studio.                                               |
| 2007  | Tales of Symphonia The Animation: Sylvarant                  | 8 juin 2007 - 21 décembre 2007     | Production de 4 épisodes basée sur le jeu vidéo de Bandai Namco.                                               |
| 2007  | Gakuen Utopia Manabi Straight! (en)                          | 10 octobre 2007                    | Épisode spécial de Gakuen Utopia Manabi Straight!.                                                             |
| 2009  | God Eater Prologue                                           | 28 septembre 2009                  | Préquel du jeu vidéo Gods Eater Burst.                                                                         |
| 2009  | Toriko                                                       | 12 octobre 2009                    | Basée sur le manga de Mitsutoshi Shimabukuro.                                                                  |
| 2010  | Tales of Symphonia The Animation: Tethe'alla                 | 25 mars 2010 - 25 février 2011     | Suite de Tales of Symphonia The Animation: Sylvarant.                                                          |
| 2010  | Yuri seijin Naoko-san (en)                                   | 18 décembre 2010 - 15 février 2012 | Basée sur le manga de Kashmir.                                                                                 |
| 2011  | Tales of Symphonia The Animation: The United World           | 23 novembre 2011 - 23 octobre 2012 | Suite de Tales of Symphonia The Animation: Tethe'alla.                                                         |
| 2012  | Gyo                                                          | 15 février 2012                    | Basée sur le manga de Junji Itō.                                                                               |
| 2012  | Minori Scramble! (ja)                                        | 15 février 2012                    | Basée sur le manga de Mikage Chihaya.                                                                          |
| 2015  | Fate/stay night: Unlimited Blade Works - sunny day           | 7 octobre 2015                     | Fin alternative à Fate/stay night: Unlimited Blade Works - sunny day.                                          |
| 2017  | Fate/Grand Order X Himuro no tenchi 7-nin no saikyō ijin-hen | 31 décembre 2017                   | Épisode spécial crossover entre le jeu mobile Fate/Grand Order et le manga Fate/School Life d'Eiichirō Mashin. |

### Jeux vidéo
Le studio ne s'est occupé que des séquences animés.
- Gods Eater Burst (2010)
- Black★Rock Shooter: The Game (2011)
- Tales of Xillia (2011)
- Tales of Xillia 2 (2012)
- Fate/stay night [Réalta Nua] (2012)
- Summon Night 5 (en) (2013)
- God Eater 2 (2013)
- Natural Doctrine (2014)
- Fate/hollow ataraxia (2014)
- Tales of Zestiria (2015)
- God Eater 2: Rage Burst (2015)
- Tales of Berseria (2016)
- God Eater Online (2017)
- God Eater Resonant Ops (2018)
- God Eater 3 (2018)
- Code Vein (2019)[40]
- Tales of Arise (2021)[41]
- Tsukihime a piece of blue glass moon (2021)[42]
- Genshin Impact (2022)[43]